# Feuerwehrkommandant (Bayern)
Ein Feuerwehrkommandant bezeichnet in Bayern den Leiter einer Freiwilligen Feuerwehr. Die Funktion des Feuerwehrkommandanten ist ein sogenanntes Wahlamt, da der Funktionsinhaber gewählt werden muss. Eine der zentralen Rechtsgrundlagen ist Artikel 8 des Bayerischen Feuerwehrgesetzes (BayFwG).

## Wahl und Ernennung
Die Feuerwehrdienst leistenden Mitglieder der Freiwilligen Feuerwehr wählen in geheimer Wahl ihren Feuerwehrkommandanten aus ihrer Mitte. Wahlberechtigt sind auch Feuerwehranwärter, die das 16. Lebensjahr vollendet haben, und hauptberufliche Kräfte. Die Amtszeit dauert 6 Jahre. Die Gemeinde kann einen Feuerwehrkommandanten bestellen, wenn innerhalb von drei Monaten nach dem Ausscheiden des bisherigen Kommandanten kein geeigneter Nachfolger gewählt wurde. Diese Bestellung endet mit der Bestätigung eines gewählten Feuerwehrkommandanten. Vor der Ernennung zum Feuerwehrkommandanten bedarf es der Bestätigung durch die Gemeinde und der Anhörung des Kreisbrandrats. Die Bestätigung durch die Gemeinde kann versagt werden, wenn der Gewählte aus fachlichen, gesundheitlichen oder sonstigen Gründen ungeeignet ist. Dieselben Regelungen gelten auch für seinen Stellvertreter.

## Voraussetzungen
Zum Feuerwehrkommandanten kann nur gewählt und bestellt werden, wer:
- nach Vollendung des 18. Lebensjahrs
- mindestens vier Jahre Dienst in einer Feuerwehr geleistet hat und
- die vorgeschriebenen Lehrgänge (Leiter einer Feuerwehr und min. Gruppenführer) mit Erfolg besucht hat.[3]

Von den vorgeschriebenen Lehrgängen kann allerdings abgewichen werden, wenn den Umständen nach anzunehmen ist, dass der Betreffende solche Lehrgänge in angemessener Frist mit Erfolg besuchen wird. Anders als in anderen Bundesländern wird hier kein genauer Zeitraum benannt, was eine angemessene Frist ist.

## Aufgaben
Der Feuerwehrkommandant ist für die Einsatzbereitschaft und für die Ausbildung der Freiwilligen Feuerwehr verantwortlich. Er berät die Gemeinde in Fragen des abwehrenden Brandschutz und des technischen Hilfsdienstes. Des Weiteren ist er prinzipiell Einsatzleiter bei Einsätzen, bei denen der Schadensort innerhalb seines Gemeindegebietes liegt. Das Nähere regelt Artikel 18 BayFwG. Werden mehrere Feuerwehren eingesetzt, kann anstelle des Kommandanten des Schadensorts derjenige treten, der die einsatzmittelstärkste Ortsfeuerwehr einer Gemeinde führt, oder in Ermangelung einer solchen durch die Gemeinde mit den Aufgaben nach Artikel 16 Absatz 2 Satz 1 BayFwG betraut wurde. Treffen Kräfte von Berufsfeuerwehren ein, übernimmt der Leiter dieser Kräfte die Einsatzleitung. Bei Werkfeuerwehren, leitet grundsätzlich deren Leiter den Einsatz. Er entscheidet über die Ernennung der Feuerwehrdienstleistenden in bestimmte Dienstgrade, denn anders als in den anderen Bundesländern gibt es in Bayern bis auf einige Ausnahmen keine konkreten Voraussetzungen, die erfüllt werden müssen, um einen bestimmten Dienstgrad zu erhalten.
Auch über die Aufnahme von Bewerber zum ehrenamtlichen Dienst in der Freiwilligen Feuerwehr entscheidet der Feuerwehrkommandant. Vor der Aufnahme hat der Feuerwehrkommandant dazu den Personalbedarf der Freiwilligen Feuerwehr und die Eignung des Bewerbers zu berücksichtigen. Er kann hier zu auch ein ärztliches Gutachten verlangen.
Er kann darüber hinaus auch Feuerwehrdienstleistende vom Feuerwehrdienst ganz oder teilweise entbinden, wenn die Diensteignung beeinträchtigt ist. Bei groben Dienstpflichtverstößen kann er den Feuerwehrdienstleistenden auch ganz aus der Freiwilligen Feuerwehr ausschließen. Bei solchen Ausschlüssen ist die Gemeindeverwaltung aber zu informieren.

## Entschädigung
Freiwillig feuerwehrdienstleistende Feuerwehrkommandanten und deren Stellvertreter haben einen Anspruch auf eine Entschädigung, die sich nach der Anzahl der Fahrzeuge bemisst. Hierbei werden Kleinfahrzeuge (zum Beispiel ELW 1) mit 30,30 € pro Monat, Großfahrzeuge (z. B. HLF) mit 51 € pro Monat berücksichtigt. Des Weiteren besteht ein Anspruch auf Reisekostenvergütung. Hauptberufliche Feuerwehrkommandanten und deren Stellvertreter können eine Entschädigung erhalten, wenn sie regelmäßig über das übliche Maß hinaus Feuerwehrdienst leisten. Die Entscheidung liegt hier aber bei der Gemeinde. Die Höhe der Entschädigung wird durch die Gemeinde festgesetzt. Die Entschädigung ist monatlich im Voraus zu zahlen, auch wenn der Feuerwehrkommandant und deren Stellvertreter die Tätigkeit in der Feuerwehr nicht ausüben können. Die Entschädigung muss dann bis mindestens zwei Monate weiter gezahlt werden, auf Antrag kann die Gemeinde im Rahmen ihrer Befugnisse auch entscheiden, die Entschädigung auch länger als zwei Monate zu bezahlen.

## Unterstellung
Der Feuerwehrkommandant ist Vorgesetzter der Feuerwehrdienstleistenden seiner Feuerwehr, sie haben den Weisungen des Feuerwehrkommandanten folge zu leisten. Sofern mehrere Feuerwehren in einer Gemeinde eingerichtet sind, kooperieren deren Feuerwehrkommandanten nach Maßgabe des Artikel 16 Absatz 2 BayFwG. Besondere Bedeutung kommt auch hierbei dem Feuerwehrkommandanten der einsatzmittelstärksten Ortsfeuerwehr oder seines Äquivalents im Sinne von Artikel 16 Absatz 2 Satz 1 Halbsatz 2 BayFwG zu.
Vorgesetzter des Kommandanten ist der Hauptverwaltungsbeamten seiner Gemeinde (Bürgermeister bzw. Oberbürgermeister). Beraten und beaufsichtigt wird er nach Maßgabe des Gesetzes und der Ausführungsrechtsakte auch durch die „besonderen Führungsdienstgrade“ auf Kreisebene. In kreisfreien Städten mit Berufsfeuerwehr nimmt deren Leiter die Funktion der besonderen Führungsdienstgrade war.

## Befugnisse gegenüber der Bevölkerung
Führungsdienstgrade der Feuerwehr, wozu auch der Feuerwehrkommandant gehört, können das Betreten von Schadensstellen und ihrer unmittelbaren Umgebung verbieten und Personen von dort verweisen (Platzverweis), wenn sonst der Einsatz behindert werden würde. Hierbei darf auch Unmittelbarer Zwang durch körperliche Gewalt und deren Hilfsmittel nach den Maßgaben des Polizeiaufgabengesetzes entsprechend angewendet werden. Diese Befugnisse kann er nur nutzen, wenn keine Polizei an der Einsatzstelle ist.
Daneben kann der Feuerwehrkommandant, sofern er der Einsatzleiter ist, Personen zur Hilfeleistung bis zu drei Tagen heranziehen, wenn das zur Abwehr einer gegenwärtigen Gefahr für die Allgemeinheit zwingend geboten ist und dadurch die Heranzuziehenden nicht erheblich gefährdet werden oder andere wichtige Pflichten verletzen müssen. Er darf auch Sachen entfernen lassen, die den Einsatz behindern. Er darf ebenso anweisen, dass Einsatzkräfte fremde Gebäude, Grundstücke und Schiffe zur Brandbekämpfung oder Hilfeleistung betreten und benutzen. Eigentümer, Besitzer und sonstige Nutzungsberechtigte haben die vom Einsatzleiter hierzu getroffenen Anordnungen zu befolgen und entsprechende sonstige Maßnahmen zu dulden. Der Einsatzleiter kann Eigentümer, Besitzer und sonstige Nutzungsberechtigte verpflichten, Fahrzeuge, Löschwasser, sonstige Löschmittel und andere zur Brandbekämpfung oder Hilfeleistung geeignete Sachen zur Verfügung zu stellen. Sollte durch eine dieser Maßnahmen eine Enteignung vorliegen, ist dem Betroffenen eine Entschädigung nach den Vorschriften des Bayerischen Gesetzes über die entschädigungspflichtige Enteignung zu gewähren.
Wer einer vollziehbaren Anordnung des Einsatzleiters nicht, nicht richtig, nicht vollständig oder nicht rechtzeitig nachkommt oder deren Durchführung stört oder einem Platzverweis zuwiderhandelt, handelt ordnungswidrig und kann mit einer Geldbuße bis zu 5000 € belegt werden.
Auch können der Feuerwehrkommandant und andere Führungskräfte Grundrechte einschränken, wenn es die Bedingungen des Einsatzes erfordern. Diese sind das Recht auf:
- körperliche Unversehrtheit, Artikel 2 GG und Artikel 99 I BV,
- Freiheit der Person, Artikel 8 GG und Artikel 102 I BV,
- Freizügigkeit, Artikel 11 GG und Artikel 109 I BV,
- Unverletzlichkeit der Wohnung, Artikel 13 GG und Artikel 106 III BV,
- Eigentum einer Sache, Artikel 14 GG und Artikel 103 I BV.

## Dienstgrad und Kennzeichnungen
Kennzeichnung des Kommandanten und seines Stellvertreter am Dienstanzug:

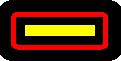
Kreisangehörige Gemeinden
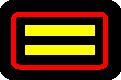
Stellvertretend in großen Kreisstädten, Amtsbezeichnung Stadtbrandmeister
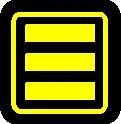
In großen Kreisstädten bzw. stellv. in kreisfreien Städten, Amtsbezeichnung Stadtbrandinspektor
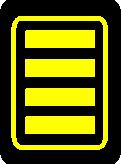
In kreisfreien Städten, Amtsbezeichnung Stadtbrandrat

Die Dienstgrade des Feuerwehrkommandanten und seines Stellvertreters sollen sich im Sinne der Vollzugsbekanntmachung zum Bayerischen Feuerwehrgesetzes (VollzBekBayFwG) nach der Anzahl der aktiven Einsatzkräfte seiner Freiwilligen Feuerwehr richten. Nur Kommandanten in kreisangehörigen Gemeinden tragen zusätzlich zum obigen Funktionsabzeichen ihr Dienstgradabzeichen.
- Dienstgrade der Stellvertreter:

| Löschmeister                   | Hauptlöschmeister                   | Brandmeister                    | Oberbrandmeister                    | Hauptbrandmeister                 |
| bis 27 Aktive Löschmeister/-in | bis 81 Aktive Hauptlöschmeister/-in | bis 164 Aktive Brandmeister/-in | bis 298 Aktive Oberbrandmeister/-in | über 298 Aktive Hauptbrandmeister |

- Dienstgrade der Feuerwehrkommandanten:

| Löschmeister                       | Brandmeister                    | Hauptbrandmeister                 |
| bis 27 Aktive Oberlöschmeister/-in | bis 134 Aktive Brandmeister/-in | über 134 Aktive Hauptbrandmeister |